# Dogodivščine kapitana Hatterasa
Dogodivščine kapitana Hatterasa (francosko Voyages et aventures du capitaine Hatteras) je pustolovski roman francoskega pisatelja Julesa Verna, ki je izšel leta 1866.

## Vsebina
Zgodba je postavljena v leto 1861, in opisuje dogodivščine britanske ekspedicije pod vodstvom kapitana Johna Hatterasa, ki ima cilj doseči severni tečaj. Hatteras je prepričan, da morje okoli tečaja ne zamrzne, zato je na vsak način poskušal najti vhod v to morje. Na ladji Forward se nezadovoljstvo posadke počasi sprevrže v upor, ki ima za posledico uničenje ladje. Posadka poskuša najti pot na jug, kapitan Hatteras in peščica zvestih mornarjev pa nadaljuje z ekspedicijo. Z veliko mero iznajdljivosti preživijo polarno zimo, spomladi pa iz ostankov ladje naredijo čoln, s katerim se odpravijo proti severnemu tečaju. Na zadnjem delu poti naletijo na bruhajoči vulkan, kar pa kapitana ne ustavi pri prodiranju na cilj njegove poti. Travmatična izkušnja omrači njegov um, zato po povratku v domovino preostanek življenja preživi v bolnišnici za duševne bolezni. 